# Emanuel Haldeman-Julius
Emanuel Julius (más conocido por el apellido Haldeman-Julius, 30 de julio de 1889 – 31 de julio de 1951) fue un escritor, divulgador, reformador social y editor judío estadounidense, de ideología socialista y atea. Destacó como responsable de Haldeman-Julius Publications, bajo cuyo sello editorial publicó una serie de panfletos llamados Little Blue Books ("Pequeños libros azules") de los que se vendieron cientos de millones de ejemplares.

## Biografía

### Primeros años
Emanuel Julius nació el 30 de julio de 1889 en Filadelfia. Fue hijo de David Julius (nacido Zolajefsky), encuadernador. Sus padres eran emigrantes judíos que huían de Odesa (entonces parte del Imperio ruso) y emigraron a Estados Unidos para escapar de la persecución religiosa. Sus abuelos, tanto por vía materna como paterna, habían sido rabinos aunque sus padres no fueron personas religiosas. «Eran indiferentes, motivo por el cual les estoy agradecido».
Durante su infancia, Emanuel fue un lector voraz. Los panfletos y obras editados por las organizaciones socialistas resultaban asequibles, así que Julius los estudiaba y quedó persuadido de sus argumentos. Tal y como señaló en 1913: «Apenas cuatro años atrás yo era un obrero, trabajando como un esclavo en una fábrica textil de Filadelfia. La filosofía del socialismo llegó a mí y renovó mi espíritu. Me elevó desde las profundidades y señaló el camino hacia algo superior. Empecé a desear expresarme. Sentía que tenía algo que decir, así que escribí algunas cosas. Y, para mi sorpresa, algunos editores socialistas me mostraron cierto apoyo». Con anterioridad a la Primera Guerra Mundial se afilió al Partido Socialista, bajo cuyas siglas se convirtió en candidato al Senado por el estado de Kansas.

### Carrera profesional
Tras trabajar en diversos periódicos, Julius alcanzó cierta fama como editor (1915-1922) de Appeal to Reason, un semanario socialista de gran tirada nacional pero en declive. Junto con su primera esposa, Anna Marcet Haldeman (de quien adoptó el apellido, unido al suyo con un guion), adquirió la imprenta del Appeal ubicada en Girard (Kansas) y comenzó a editar libros de bolsillo de tamaño 89 mm × 127 mm en papel prensa barato (similar al empleado en las revistas pulp), grapado a una cubierta de papel. Estos fueron publicados inicialmente bajo la denominación The Appeal's Pocket Series y se vendían en 1919 por 25 centavos. La cubierta era amarilla o roja. Durante los siguientes años, Haldeman-Julius cambió sucesivamente el nombre de la colección a The People's Pocket Series, Appeal Pocket Series, Ten Cent Pocket Series, Five Cent Pocket Series, Pocket Series y finalmente, en 1923, Little Blue Books. Durante muchos años se mantuvo el precio en cinco centavos. Para incrementar las ventas, muchos títulos de literatura clásica adoptaban nombres sensacionalistas. A finales de los años 20, las ventas se cifraban en millones de copias anuales.
En 1922, el Appeal pasó a llamarse The Haldeman-Julius Weekly (también conocido entre 1929 y 1951 como The American Freeman), que se convirtió en el órgano de comunicación oficial de la editorial. En 1924 lanzaron The Haldeman-Julius Monthly (posteriormente renombrada como The Debunker, trad.: "El desmitificador"), publicación que hacía énfasis en el libre pensamiento, y en 1932 se le añadió The Militant Atheist ("El ateo militante"), entre otros títulos.
El novelista Louis L'Amour (1908-1988) describió de este modo en su autobiografía las publicaciones de Haldeman-Julius y su consiguiente influencia:

Tuve mi primer contacto con los Little Blue Books mientras salía de El Paso a bordo de un tren de mercancías. Otro vagabundo me prestó un ejemplar tras terminar de leerlo. Los Little Blue Books resultaban una bendición para los hombres errantes y, sin duda, para muchas otras personas. Los publicaba Haldeman-Julius en Girard, Kansas; su tamaño era algo mayor que el de un naipe y la cubierta era de papel de color azul celeste con caracteres impresos en color negro intenso. Creo que había más de tres mil títulos en total y se vendían en los quioscos por cinco o diez centavos cada uno. Durante años, desde entonces, a menudo llevaba diez o quince ejemplares en los bolsillos, para leerlos cuando tenía tiempo.

Entre los libros disponibles se encontraban las obras de Shakespeare, colecciones de historias cortas de Maupassant, Poe, Jack London, Gogol, Máximo Gorki, Rudyard Kipling, Gautier le Leu, Henry James y Balzac. Había colecciones de ensayos de Voltaire, Ralph Waldo Emerson y Charles Lamb, entre otros. También había libros de historia de la música y la arquitectura, pintura, principios de la electricidad; y, de modo general, sus libros abarcaban un amplio abanico de literatura e ideas. […] En los siguientes años leí varios cientos de Little Blue Books, incluidos libros de Tom Paine, Charles Darwin y Thomas Huxley.

### Acoso del FBI
A partir de los años 30, Haldeman-Julius comenzó a estar bajo la estrecha vigilancia del FBI debido a sus posiciones políticas, consideradas radicales: había sido tachado de comunista por diversos medios de comunicación, mientras que también era boicoteado por organizaciones católicas como la Legión Nacional de la Decencia. Haldeman-Julius respondió ridiculizando al FBI en sus publicaciones y, desde 1948, tal situación alcanzó notoriedad a raíz de la publicación de The F.B.I.--the Basis of an American Police State: The Alarming Methods of J. Edgar Hoover —un libro crítico con J. Edgar Hoover, entonces director de la agencia estadounidense, y donde se equiparaba a Estados Unidos con un Estado policial—. Una extensa investigación federal sobre el editor concluyó con su procesamiento por evasión fiscal.

### Vida personal, muerte y legado
El matrimonio tuvo dos hijos: Alice Haldeman-Julius Deloach (1917–1991) y Henry Haldeman-Julius (1919–1990; quien posteriormente cambió su nombre a Henry Julius Haldeman). También adoptaron a Josephine Haldeman-Julius Roselle (n. 1910). Marcet y Emanuel se divorciaron en 1933. Marcet falleció en 1941, y al año siguiente Haldeman-Julius contraía matrimonio con su empleada Susan Haney.
En junio de 1951, Haldeman-Julius fue declarado culpable de evasión de impuestos por un gran jurado federal y condenado a seis meses de prisión, así como a una multa de $12 500. En julio fallecía ahogado en su piscina. Hubo especulaciones acerca de la posibilidad de que su muerte no hubiese sido accidental, dada la condición de experto nadador de Haldeman-Julius, quien a su vez había recurrido dicha condena judicial.
Su hijo Henry continuó la labor editorial de su padre, y los libros continuaron saliendo a la venta hasta que el 4 de julio de 1978 un incendio destruyó el edificio de la imprenta.
Los manuscritos de Haldeman-Julius se encuentran en la Universidad Estatal de Pittsburg, situada en el sureste del estado de Kansas a pocos kilómetros de Girard, así como en la Universidad de Illinois en Chicago, en la Universidad de Indiana y en la Universidad Estatal de California en Northridge.

## Selección de obras
- "Mark Twain: Radical." International Socialist Review, vol. 11.2 (Ago. 1910), pp. 83–88. Primer artículo firmado por Haldeman-Julius.[22]
- Dust (junto con Marcet Haldeman-Julius). New York: Brentano's, 1921.
- Studies in Rationalism. Girard, KS: Haldeman-Julius Publications, 1925.
- The Militant Agnostic. Amherst, NY: Prometheus, 1995 [1926].
- My First Twenty-Five Years. Girard, KS: Haldeman-Julius Publications, 1949.
- My Second Twenty-Five Years. Girard, KS: Haldeman-Julius Publications, 1949.
- The World of Haldeman-Julius (Albert Mordell, ed.). New York: Twayne, 1960.
- Short Works (junto con Marcet Haldeman-Julius). Topeka: Center for Kansas Studies, Washburn University, 1992.